# モエレ沼公園 (地名)
モエレ沼公園（モエレぬまこうえん）は、札幌市東区にある町名。旧札幌市東区中沼町・丘珠町の各一部。郵便番号は007-0011。

## 地理
東区の東部に位置する。東、南、北をモエレ沼に囲まれた地域となっており、町域の全体がモエレ沼を中心としたモエレ沼公園となっている。東・北・南は中沼町、西は丘珠町と接している。

### 湖沼
- モエレ沼

## 歴史
当地はかつて西蝦夷地イシカリ場所内に含まれており、江戸期から確認される「シノロ」の一部及び、「オクカイタムチャラパ（男が刀を落としたところ）」の一部により構成される「モヱレヘツトウ」と呼ばれる沼地であった。地域内は現町名発足前まで大きく分けて2つの地域に分かれており、「シノロ」を発端とした地区は江戸期より荒井村と称され（上荒井村・下荒井村とも）、1869年（明治2年）に石狩国札幌郡上荒井村の一部となる。1871年（明治4年）頃には荒井村が篠路村の一部となり、1906年（明治39年）には二級町村篠路村の一部となる。当地域は字を編成せず、17行政区（集落）のうち中野行政区に分けられていたが、1937年（昭和12年）の篠路村の字編成によって篠路村字中野の一部となる。1955年（昭和30年）には札幌市との合併により字が町となり、同時に札幌市篠路町字中沼と改称。その一部となる。1972年（昭和47年）の札幌市の政令指定都市施行と同時に篠路町のうち中沼の大部分が東区となり、同時に篠路町より分離。札幌市東区中沼町となる。2005年（平成17年）9月5日、中沼町5番地4、10番地2～5・7、11番地1～3、12番地22・37～40・42～25・49～53、13番地91・92・95～100、268番地2、271番地が東区モエレ沼公園となる。また、同年10月31日には中沼町12番地1、13番地1・19、20番地1、23番地6、24番地1、25番地6、30番地1、31番地1、32番地6、35番地6、36番地6、37番地6、38番地6、39番地6、55番地1、64番地1、65番地1、66番地1、67番地1、68番地1、72番地1、96番地7、105番地6、108番地7、125番地19、126番地19もモエレ沼公園となった。
もう一方は、1870年（明治3年）に周辺地区の開拓により札幌郡庚午二ノ村として発足した地域の一部である。翌1871年（明治4年）に庚午二ノ村は丘珠村と改称し、1902年（明治35年）には二級町村である札幌村の大字丘珠村の一部となる。1937年（昭和12年）には札幌村が大字を廃止し字としたことにより札幌村字丘珠の一部となった。1955年（昭和30年）には札幌市との合併により字が町となり、同時に札幌市丘珠町と改称。その一部となる。1972年（昭和47年）の札幌市の政令指定都市施行時より東区丘珠町の一部となり、2005年（平成17年）9月5日には丘珠町596番地1、597番地1・3・5、598番地1、599番地1～9、603番地、604番地1～7、605番地1～3、606番地1～4、607番地1・2、608番地1～3、609番地1・2、610番地1・2、611～613番地、614番地1～4、615番地1～23、615番地24～94、616番地、617番地1～7、618番地1～176、619番地1～5、620番地1～14、622番地、623番地、915番地1・2、916番地1・2、923番地、924番地1・2、925番地1・2、950番地、951番地、959番地、960番地、961番地1・2、962番地～965番地が東区モエレ沼公園となる。

### 町名の由来
当地に整備された施設名｢モエレ沼公園｣より。

### 沿革
- 江戸期 当地が「シノロ」の一部及び、「オクカイタムチャラパ（男が刀を落としたところ）」の一部により構成される「モヱレヘツトウ」となっていた。
- 1869年（明治2年）：石狩国札幌郡上荒井村となる。
- 1870年（明治3年）：周辺地区の開拓により地域内の一部が札幌郡庚午二ノ村となる。
- 1871年（明治4年）：札幌郡庚午二ノ村が丘珠村に改称。また、上荒井村が篠路村の一部となる。
- 1902年（明治35年）：札幌郡丘珠村が二級町村である札幌村大字丘珠村となる。
- 1937年（昭和12年）：札幌郡札幌村が大字を廃止。大字を字としたことにより札幌村大字丘珠村が札幌村字丘珠となる。また、篠路村では字編成がおこなわれ、後のモエレ沼公園部分が篠路村字中野となる。
- 1955年（昭和30年）：札幌郡篠路村、丘珠村、琴似町が札幌市と合併。篠路村字中野が札幌市篠路町中沼、札幌村字丘珠が札幌市丘珠町となる。
- 1972年（昭和47年）：札幌市が政令指定都市となり、札幌市篠路町中沼が札幌市東区中沼町、札幌市丘珠町が札幌市東区丘珠町となる。
- 2005年（平成17年）
  - 9月5日 札幌市東区中沼町・丘珠町の各一部よりモエレ沼公園（町名）を新設。
  - 10月31日 札幌市東区中沼町の一部をモエレ沼公園（町名）に編入。

### 町名の変遷
| 実施後       | 実施年月日     | 実施前（各町名ともその一部） |
| ------------ | -------------- | ---------------------------- |
| モエレ沼公園 | 2005年9月5日   | 中沼町・丘珠町               |
| モエレ沼公園 | 2005年10月31日 | 中沼町                       |